# Tango Desktop Project

[https://web.archive.org/web/20160202102503/http://tango.freedesktop.org/Tango_Icon_Theme_Guidelines#Color_Palette Цветовая палитра Tango Desktop Project

Tango Desktop Project — проект, направленный на создание стильного, согласованного пользовательского интерфейса для свободного ПО. 
Одной из проблем Linux и других свободных операционных систем считается то, что разные среды рабочего стола и разные дистрибутивы часто имеют совершенно разное оформление. Tango Project создан, чтобы решить эту проблему и представить одинаковые значки и дизайн для разных сред, будь то GNOME, KDE или Xfce.
В рамках Tango подготовлено специальное руководство по созданию значков, где описаны цветовая гамма и стилистика. Палитра и значки (начиная с выпуска 0.8.90) выпущены в общественное достояние. До того они выпускались под лицензией Creative Commons Attribution ShareAlike, но потом от неё отказались.
Tango project является частью инициативы Freedesktop.org и соответствует их спецификациям о стандартной теме значков и выборе имени для них.
На работе этого проекта основаны значки по умолчанию в среде GNOME и дистрибутиве Ubuntu. Существует неофициальный порт для Microsoft Windows.
Версии Mozilla Firefox 3.0 для Unix-подобных ОС используют значки в стиле Tango, созданные разработчиками Tango Desktop Project, для функций, которые тогда не были учтены в спецификации имён значков Tango. Значки в стиле Tango используются такими проектами, как GIMP, Pidgin, Scribus.

## Стиль
Tango стремится к неброской палитре и простым узнаваемым формам, без ультрареалистичной или «мультяшной» стилизации. Этот стиль был выбран из следующих соображений:
- Удобство пользования в долгосрочной перспективе;
- Лёгкость восприятия изображений — как сказано в руководстве, «делайте блики на предмете, только если он действительно отражает свет».
- Tango не должен стать «визитной карточкой» программы — наоборот, он не должен надоедать, даже если на «рабочем столе» накопилось огромное количество программ, оформленных в стиле Tango.
- Стиль не должен выглядеть чужеродно ни в одной из распространённых оболочек — от яркой Luna в Windows XP до приглушённой сине-серой Windows 7.
- Даже малоквалифицированный дизайнер может дорисовать недостающий значок так, что он не будет выделяться среди остальных.

### Палитра
Основная палитра Tango Desktop Project состоит из 27 неярких, но оригинальных и запоминающихся цветов. Это не значит, что другие цвета запрещены — но рекомендуется пользоваться именно этими цветами.
| Жёлтые     | fce94f | edd400 | c4a000 |
| Оранжевые  | fcaf3e | f57900 | ce5c00 |
| Коричневые | e9b96e | c17d11 | 8f5902 |
| Зелёные    | 8ae234 | 73d216 | 4e9a06 |
| Синие      | 729fcf | 3465a4 | 204a87 |
| Фиолетовые | ad7fa8 | 75507b | 5c3566 |
| Красные    | ef2929 | cc0000 | a40000 |
| Серые      | eeeeec | d3d7cf | babdb6 |
| Серые      | 888a85 | 555753 | 2e3436 |

## Программы, оформленные в стилеTango
Здесь приведены только программы, использующие Tango в стандартной поставке и актуальных версиях, в порядке введения оформления в стиле Tango (по убыванию):
- Pidgin
- ReactOS, 0.0.1 - 0.4.14 (начиная с версии 0.4.15, в операционную систему интегрированно GUI Designer от Extron[6] - программное обеспечение для проектирования пользовательских интерфейсов)
- Scribus

Ранее были оформлены:
- GIMP 2.4+
- LibreOffice
- Mozilla Firefox 3.0+, версии для Linux
- Mozilla Thunderbird